# SN 1997dz
SN 1997dz – supernowa odkryta 1 listopada 1997 roku w galaktyce A015603-1343. W momencie odkrycia miała maksymalną jasność 22,30m.